# Bílina (zámek)
Bílina je hrad přestavěný na barokní zámek ve stejnojmenném městě v okrese Teplice. Hrad vznikl již v první polovině 13. století a později přešel výraznou pozdně gotickou úpravou, ale jeho podobu zcela překryla barokní přestavba na konci 17. století. Od roku 1964 je chráněn jako kulturní památka.

## Historie
V první polovině 13. století zaniklo přemyslovské správní hradiště, jehož pozůstatky se dochovaly na ostrožně nad zámkem, a jeho funkci převzal nový mostecký hrad. Bílinu v roce 1237 získal jako dědičné léno Ojíř z Friedberka († 1253), který pravděpodobně založil gotický hrad bergfritového typu. Před koncem 13. století zemřel jiný Ojíř z Frýdberka, jehož jediná dcera se okolo roku 1290 provdala za Albrechta ze Žeberka, který se roku 1295 stal vrchním zemským komořím. Před rokem 1322 hrad zdědila Albrechtova dcera Markéta, se kterou se oženil Ota z Bergova.
Páni z Bergova Bílinu na počátku 15. století prodali Jiříkovi z Janovic a od jeho bratrů ji v roce 1407 získal Albrecht z Koldic, který byl přívržencem krále Zikmunda Lucemburského. V roce 1421 proto bylo město s hradem dobyto pražským svazem a bílinským hejtmanem se stal Jakoubek z Vřesovic. Město potom držel až do konce roku 1436, kdy je předal Těmovi z Koldic. V roce 1502 hrad získal Děpolt z Lobkovic († 1527), který u krále Vladislava II. Jagellonského dosáhl zrušení bílinských manských povinností a nechal hrad výrazně přestavit.
Většinu 16. století byla Bílina rozdělena mezi různé příslušníky rodu Lobkoviců. Teprve v roce 1593 dokázal Oldřich Felix z Lobkovic († 1604) panství spojit do jediného celku. Po jeho smrti v roce 1604 panství přešlo na vdovu Annu (1557–1596) a po ní na jejich syna Viléma z Lobkovic († 1647). Vilémův syn Oldřich Adam z Lobkovic (1610–1649), který se stal nejvyšším mincmistrem Království českého, zemřel v roce 1649 a jeho manželka Anna rozená ze Šternberka († 1654) odkázala Bílinu Janu Rottalovi († 1674), svému druhému manželovi. Na panství však vznesl nárok Kryštof Ferdinand Popel z Lobkovic (1614–1658), který je potom získal v roce 1656. Jeho syn, Václav Ferdinand Popel z Lobkovic (1654–1697), povýšený v roce 1670 na říšského knížete, zahájil roku 1675 přestavbu hradu na barokní zámek. Stavbu v ceně téměř 25 000 rýnských zlatých podle návrhu italského architekta Giovanniho Pietra Tencally vedl Antonio della Porta.
Poslední majitelkou z větve Popelů z Lobkovic se stala Eleanora, dcera Václava Ferdinanda. Provdala se za roudnického knížete Filipa z Lobkovic a po její smrti došlo ke spojení bílinského a roudnického panství. Ve druhé polovině 19. století přestala být Bílina rodovým sídlem, ale na zámku zůstaly kanceláře lobkovických úřadů. Po znárodnění lobkovického majetku v roce 1945 se v zámku vystřídala armáda, bílinské vlastivědné muzeum a pracoviště archeologického odboru Krajského muzea v Teplicích.
Po roce 1989 byl zámek vrácen v restituci rodině Lobkoviců, ale později byl prodán soukromé společnosti.

## Stavební podoba
Podobu původního gotického hradu neznáme. Byl pravděpodobně tvořen předhradím a hradním jádrem, ve kterém stál palác a okrouhlá Červená věž, patrně bergfrit. Z pozdně gotické přestavby v předhradí dosud stojí polookrouhlá bašta Manda a v budovách zámku zůstaly dvě místnosti zaklenuté sklípkovou a křížovou klenbou.
Během barokní přestavby zámek získal základ dochované podoby, kterou tvoří dlouhá jednopatrová budova ukončená dvěma věžemi. Do severní věže byly zahrnuty dvě pozdně gotické místnosti. V obou patrech zámecké budovy byly dvě řady pokojů, které oddělovala topná chodba. Jižní věž byla dokončena až po roce 1813, kdy v ní byly zřízeny úřednické byty. Při další přestavbě v roce 1837 byla postavena kaple a založen zámecký park a pod severní věží zřízena zimní zahrada. Ve velkém sále a přilehlých místnostech vzniklo muzeum, jehož hlavní součástí byla sbírka minerálů sestavená geologem F. A. Reussem.